# Griselda Siciliani
Griselda Siciliani (Buenos Aires, 2 de abril de 1978) é uma atriz, cantora e bailarina argentina, conhecida pelas suas atuações em telenovelas como Sos mi vida, Patito Feo, Para vestir santos, Los Únicos, Farsantes e Educando a Nina.

## Biografia
Filha de professores, Siciliani cresceu em Villa Luro, bairro de Buenos Aires. Com dez anos de idade, entrou para a «Escuela Nacional de Danzas», onde aprofundou os seus conhecimentos na área da dança contemporânea com Carlos Casella, Ana Garat, Marina Giancaspro, Liliana Nuño e outros. Para além disso, também teve aulas de atuação na escola de Hugo Midón, e aulas de canto com o professor Mariano Moruja.
Aos oito anos decide dançar como vocação. Num ímpeto levado a cabo pelo sonho e pelo desejo, estuda na Escola Nacional de Danças, especializando a sua formação em dança contemporânea. Nas aulas de atuação de Hugo Midón encontra uma paixão não antes conhecida pelo teatro musical.
As suas primeiras atuações públicas surgem em grupos independentes, como bailarina de dança contemporânea. Mais à frente, trabalha em teatro musical infantil, acrescentando pontos à sua já vasta formação no ofício.
Junto a Virginia Kaufmann, Siciliani cria, produz, dirige e interpreta Tan modositas (2003-2005) e Quiero llenarme de ti (2006-2008).
Os seus trabalhos seguintes são em núcleos de teatro tanto comerciais como independentes e alternativos. Participa em De protesta (2004) de Alejandro Tantanian no Teatro San Martín, Revista Nacional (2005), El rebenque show (2005-2006) e Hermosura (2006) do grupo El Descueve. Já no Teatro Lola Membrives, faz parte do musical Sweet Charity (2006), ao lado de Florencia Peña.
Aos vinte e seis anos inicia-se na sua carreira televisiva, começando com a personagem Flor em Sin código (2006). De seguida, dá corpo e alma a personagens como Débora (Deby) Quesada em Sos mi vida, Carmen em Patito Feo (pt: O Mundo de Patty) Virginia em Para vestir santos, María em Los Únicos, Gabriela em Farsantes e as gémeas Nina Peralta/Mara Brunetta em Educando a Nina. Por alguns destes trabalhos recebe as distinções dos prémios Martin Fierro, Clarín e Tato.
Sob a direção de Daniel Veronese La forma de las cosas (2009) trá-la de volta ao teatro comercial. Nesse mesmo ano cria Corazón idiota, junto a Ana Frenkel, Daniel Cúparo, Carlos Casella e Carla Peterson.
Interpreta Alejandra Olemberg no filme premiado El último Elvis (2012), dirigido por Armando Bo.
Em 2006, é convocada para Revista Nacional, espetáculo produzido por Pol-Ka, Aí o dono da produtora, Adrián Suar, propõe-lhe uma participação secundária no programa televisivo Sin código, para interpretar a secretária do protagonista, o próprio Suar. Este primeiro papel permite-lhe arrecadar o Prémio Martín Fierro de atriz revelação — derrotando Mike Amigorena, Carla Conte, Elena Roger e Diego Maradona —, tal como o Prémio Clarín em 2005, na mesma categoria.
No seguimento do seu papel na comédia televisiva Sos mi vida, novela protagonizada por Natalia Oreiro e Facundo Arana, (onde interpreta a prima do protagonista masculino), junta-se ao espetáculo Quiero llenarme de ti, que idealiza e protagoniza junto a Virginia Kauffmann e Diego Bros, obra premiada com o Premio Ace de Melhor espetáculo de Café Concert. É a seguir a esse mesmo espetáculo que participa também no musical Sweet Charity.
No ano de 2007, obtém o seu primeiro papel protagónico, interpretando Carmen na telenovela infantil Patito feo, ao lado de Juan Darthés e Laura Esquivel. Participa também na adaptação ao palco da novela, tal como na respetiva banda sonora. Em 2008 regressa a Patito Feo para realizar a segunda temporada.
Em 2009, encabeça as obras La forma de las cosas, fazendo a personagem Evelyn, e Corazón idiota, obra musical que protagoniza ao lado da sua amiga Carla Peterson. No mesmo ano, realiza alguns episódios da série unitária Tratame bien, interpretando Denise.
No ano de 2010, protagoniza a série unitária de Pol-Ka Para vestir santos, junto a Celeste Cid e Gabriela Toscano. Numa história de tres hermanas; Siciliani interpreta Virginia San Juan, a irmã do meio.
Em 2011, protagoniza a primeira temporada da comédia televisiva de Pol-Ka Los únicos, junto a Mariano Martínez, Nicolás Cabré, Eugenia Tobal e Nicolás Vázquez, onde interpreta María.
No ano de 2013, no seguimento da sua gravidez, é convocada para a protagonista feminina de Farsantes, telenovela emitida pelo canal El trece e co-protagonizada por Facundo Arana, Julio Chávez, Benjamín Vicuña e Alfredo Casero.
Em 2014, depois de ter feito várias obras televisivas produzidas por Pol-Ka e passadas no canal El Trece, é convocada para fazer uma participação especial de índole antagónica na comédia televisiva de Underground Producciones: Viudas e hijos del rock and roll, novela protagonizada por Damián De Santo e Paola Barrientos, e emitida no canal Telefe. Ja no teatro, protagoniza a obra Estás que te pelas, junto a Carlos Casella.
No ano de 2016, protagoniza a comédia de Underground Producciones para o canal Telefe, Educando a Nina, e em 2017 protagoniza o musical Sugar no teatro Lola Membrives.
Em 2019 protagoniza a obra teatral La mujer de al lado. No ano de 2020, no entanto, o seu local de ofício muda-se temporariamente para Espanha, onde grava A las naranjas... agujas para o canal TVE, e o filme Sentimental — filme esse adaptado da peça de teatro Los vecinos de arriba — dirigido por Cesc Gay e co-protagonizado por Javier Cámara, Belén Cuesta e Alberto San Juan, filme esse que lhe garantizou o título de Melhor Atriz no Festival de Cinema de Montecarlo e uma nomeação para os prémios Goya.

## Vida pessoal
Esteve casada durante oito anos com o ator, produtor e dono de Pol-ka Producciones, Adrián Suar. Nasceu a 15 de junho de 2012 a sua filha, Margarita Kirzner. É também a irmã mais velha da atriz Leticia Siciliani.

## Filmografia

### Cinema
| Ano  | Filme                 | Personagem         | País                       |
| ---- | --------------------- | ------------------ | -------------------------- |
| 2007 | La antena             | Bailarina 2        | Argentina                  |
| 2012 | El último Elvis       | Alejandra Olemberg | Argentina · Estados Unidos |
| 2016 | Me casé con un boludo | Ela mesma          | Argentina                  |
| 2020 | Recursos humanos      | Blanca Rias        | Argentina                  |
| 2020 | Sentimental           | Ana / Anita        | Espanha                    |

### Televisão
| Ano       | Título                           | Personagem                   | Canal          |
| --------- | -------------------------------- | ---------------------------- | -------------- |
| 2004-2005 | Sin código                       | Florencia "Flor"             | El Trece       |
| 2006-2007 | Sos mi vida                      | Débora "Deby" Quesada        | El Trece       |
| 2007-2008 | Patito Feo                       | Carmen Castro                | Disney Channel |
| 2009      | Tratame bien                     | Denise                       | El Trece       |
| 2010      | Para vestir santos               | Virginia San Juan            | El Trece       |
| 2011      | Los Únicos                       | María Soledad Marini         | El Trece       |
| 2013-2014 | Farsantes                        | Gabriela Soria               | El Trece       |
| 2014-2015 | Viudas e hijos del rock and roll | Susana "Susy" Bertolotti     | Telefe         |
| 2016      | Educando a Nina                  | Nina Peralta / Mara Brunetta | Telefe         |
| 2017      | De otro planeta                  | Várias personagens           | TV Pública     |
| 2018      | Morir de amor                    | Helena Karsten               | Telefe         |
| 2019      | Bailando por un sueño 2019       | Concorrente (desistiu)       | El Trece       |
| 2019      | Bailando por un sueño 2019       | Júri convidada               | El Trece       |
| 2020      | A las naranjas... agujas         | Dra. Cornelia Zelarrayán     | TVE            |

### Vídeos musicais
| Ano  | Intérprete        | Vídeo                 | Álbum          |
| ---- | ----------------- | --------------------- | -------------- |
| 2015 | La Franela        | Fue tan bueno         | Nunca es tarde |
| 2017 | Ciro y los Persas | Juira!                | Naranja persa  |
| 2019 | Meteoros          | Chica en Buenos Aires | Meteoros+      |

## Teatro
| Ano       | Obra                                           | Direção                                           | Local                 | Nota          |
| --------- | ---------------------------------------------- | ------------------------------------------------- | --------------------- | ------------- |
| 2003      | La danza cansa                                 | Paula Solarz                                      | El ombligo de la luna |               |
| 2004      | De protesta                                    | Alejandro Maci e Alejandro Tantanian              | Teatro San Martín     |               |
| 2004-2006 | Tan modositas                                  | Virginia Kaufmann e Griselda Siciliani            | Teatro la Comedia     |               |
| 2005      | Revista nacional                               |                                                   | Teatro Opera          |               |
| 2006      | El Rebenque Show                               | Vivi Tellas                                       | Faena Hotel           |               |
| 2006-2007 | Sweet Charity                                  | Gerardo Gardelin                                  | Lola Membrives        | Nickie        |
| 2007-2008 | Patito Feo: La historia más linda en el Teatro |                                                   | Internacional         | Carmen Castro |
| 2006-2009 | Quiero llenarme de tí                          | Diego Bros, Virginia Kaufmann, Griselda Siciliani | Velma Café            |               |
| 2009      | La forma de las cosas                          | Daniel Veronese                                   | Multiteatro           |               |
| 2009      | Corazón Idiota                                 | Carlos Casella, Daniel Cúparo y Ana Frenkel       | Paseo la Plaza        |               |
| 2011      | Los Únicos                                     | Marcos Carnevale                                  | Teatro Opera          |               |
| 2014      | Estás que te pelas                             |                                                   | Teatro Maipo          |               |
| 2015-2016 | Sputza                                         |                                                   | La Trastienda Club    |               |
| 2017-2018 | Sugar                                          | Arturo Puig                                       | Lola Membrives        | Sugar Kane    |
| 2019      | La mujer de al lado                            | Gastón Duprat                                     | Multiteatro Comafi    |               |